# 프랑수아 보지제

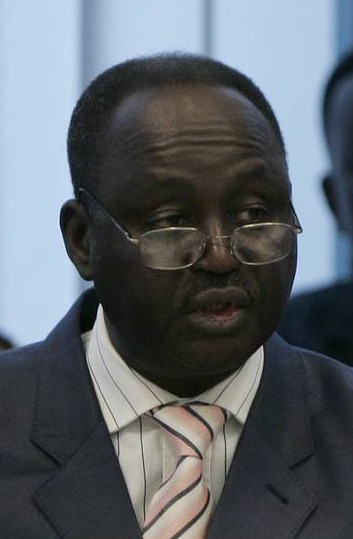
프랑수아 보지제

프랑수아 보지제 양구본다(프랑스어: François Bozizé Yangouvonda, 1943년 10월 14일~)는 중앙아프리카공화국의 제6대 대통령으로, 2003년부터 2013년까지 집권하였다.
바야인으로 가봉 무일라(Mouila)에서 출생했으며, 부아르의 장교사관학교에 다녔다. 1969년에 소위로 임명됐고 1975년 대위가 되었다. 1978년 장 베델 보카사 황제에게 무례를 범한 프랑스 하사관을 제압한 뒤 준장이 되었다. 조시야 마요모칼라 장군과 함께 부모의 체납금을 요구하던 학생 시위자들에게 발포 명령을 내렸다.
1979년, 다비드 다코에 의해 보카사가 축출된 후, 보카사는 국방장관이 되었다. 1981년 9월, 다코가 앙드레 콜링바에 의해 축출되자 통신부장관이 됐으나, 1982년 3월 앙주펠릭스 파타세가 지휘한 불발 쿠데타에 가담했다는 이유로 100여명의 군사들과 함께 북부지역으로 피신했다.
불법 쿠데타 당시 그는 라디오 반기를 통해 콜링바에게 반역죄를 선고하고 권력의 교체를 주장했다. 후에 프랑스에서 난민 지위를 얻었다. 보지제는 1989년 7월 베냉의 코토누에서 체포되어 감금당한 뒤 고문을 받았다. 콜링바에 의해 쿠데타를 도왔다는 죄목으로 재판을 받았으나 1991년 9월 24일에 무죄가 선고됐고 그해 12월 1일 석방됐다.
베를린 장벽이 붕괴되자 국내외에선 콜링바에게 민주화로의 진전을 이행하라고 강하게 촉구했다. 1991년 3월, 콜링바는 총리로 임명된 에두아르 프랑크와의 권력 분점에 동의했다. 그는 또한 다원주의의 향상을 위해 헌법개정위원회를 설립했다. 강경한 목소리를 내비쳤던 미국 대사 대니얼 H. 심슨을 비롯해서 국제사회가 콜링바를 강하게 압박하자, UN선거지원부와 국제감시단의 협조를 받은 선거가 1992년에 열렸다.
콜링바가 단 10%의 득표율을 얻자, 그는 선거를 무효화하고 헌법평의회를 통해 선거를 취소했다. 그는 재선거가 1993년 9월에 있을 거라고 발표했다. 1993년 선거에서 보지제는 무소속으로 출마하여 12,195표 (1.5%)를 얻었다. 앙주펠릭스 파타세, 아벨 굼바, 앙드레 콜링바가 각각 37.32%, 21.68%, 12.10%의 득표율을 얻었다. 과반수 득표자가 없었기 때문에 앙주펠릭스 파타세와 아벨 굼바의 결선 투표가 진행되었고, 앙주펠릭스 파타세가 53.49%의 득표율을 기록하면서 46.51%를 기록한 아벨 굼바를 따돌리고 중앙아프리카 공화국의 대통령으로 당선됐다.
2003년 3월에는 앙주펠릭스 파타세(Ange-Félix Patassé) 대통령에 반대하여 군사 쿠데타를 통해 정권을 잡았지만 2013년 3월 쿠데타로 축출되었다.

## 역대 선거 결과
| 선거명      | 직책명                       | 대수 | 정당                  | 1차 득표율 | 1차 득표수 | 2차 득표율 | 2차 득표수 | 결과 | 당락 |
| ----------- | ---------------------------- | ---- | --------------------- | ---------- | ---------- | ---------- | ---------- | ---- | ---- |
| 1993년 선거 | 중앙아프리카 공화국의 대통령 | 5대  | 무소속                | 1.53%      | 12,159표   |            |            | 7위  | 낙선 |
| 2005년 선거 | 중앙아프리카 공화국의 대통령 | 6대  | 무소속                | 42.97%     | 382,241표  | 64.60%     | 610,903표  | 1위  |      |
| 2011년 선거 | 중앙아프리카 공화국의 대통령 | 6대  | 국민융합전당 '콰나콰' | 64.37%     | 718,801표  |            |            | 1위  |      |